# Берик-апон-Туид
Бе́рик-апон-Туи́д (англ. Berwick-upon-Tweed) — город на восточном побережье Англии, в графстве Нортумберленд, самый северный город Англии. Расположен на полуострове при впадении реки Туид в Северное море, в 4 км южнее шотландской границы. По переписи Соединённого Королевства 2001 года в Берик-апон-Туиде, бывшем главном городе округа Берикшира проживало 11 665 человек. В 2008 году был создан гражданский округ и муниципалитет.
Основанный во времена королевства Нортумбрия, которое являлось составной частью Гептархии, город на протяжении веков стал местом исторических приграничных войн между Англией и Шотландией, пока, в конце концов, не перешёл к Англии в 1482 году.
Является членом движения «Медленный город» (итал.  Cittaslow). Через город проходит автомагистраль A1.
Именем города с начала XVIII в. принято называть военные суда британского флота.

## История
Первое поселение на территории Берика появилось в конце I тысячелетия н. э. и входило в состав королевства Нортумбрия. Подвергался нападениям норманнов. В 1018 году переходит к Шотландии. В начале XII века король Давид I придал Берику статус одного из королевских городов (бургов) Шотландии.
В XIII веке, благодаря лучшей в Шотландии гавани и процветающей торговле лесом, зерном и рыбой, Берик становится самым крупным и богатым городом Шотландии. Однако в 1296 году английский король Эдуард I нападает на город и разрушает его. В результате непрекращающихся англо-шотландских войн только за период с 1296 по 1482 год Берик 13 раз переходит от Англии к Шотландии и обратно. В результате этих действий город постепенно приходит в упадок. В 1482 году будущий английский король Ричард III вторгся в пределы Шотландии и окончательно закрепил Берик за английской короной. 
Тем не менее в течение последующих нескольких столетий Берик, объявленный в 1551 году «самоуправляющимся графством» (country corporate), имел специфическое юридическое и административное положение. Английские законы здесь по сути не действовали, а по-прежнему применялось шотландское право. При этом шотландские короли продолжали считать Берик своим владением, периодически издавая указы и даруя привилегии его жителям. На случай нападения шотландцев Елизавета I повелела превратить Берик в первоклассную крепость и выделила на это мероприятие рекордный для того времени бюджет.
В 1746 году парламент Великобритании специальным законом распространил действие английского законодательства на территорию Берика. Лишь в 1974 году, после проведённой в Англии реформы управления, город утратил последние «особые права» и вошёл в состав графства Нортамберленд.

## «Война с Россией»
В массовой прессе кочует легенда о «войне Берика с Россией». Сюжет основан на том, что при заключении Парижского мирного договора 1856 года Берик забыли включить в текст. По мнению падких на сенсации журналистов, это означало, что Беррик юридически находился в состоянии войны с Россией. В 1966 году в «Гардиан» появилась заметка о том, что лондонский корреспондент «Правды» подписал с мэром Берика Робертом Ноксом «мирный договор».
В 1970 году в программе Би-би-си специалисты пояснили, что хотя Берик не был упомянут в мирном договоре, он также не был упомянут и акте объявления войны. На самом деле по закону о присоединении Уэльса и Берика к Англии (1746) все упоминания Англии относятся также к Берику, поэтому никакого особого статуса в Крымской войне город не имел.

## Хозяйство
Берик представляет собой в настоящее время процветающий торговый центр. Дееспособное население составляет в округе 60 %, пенсионеров — 19 %, квота безработных лежит около 4 %. Из работающих более 60 % населения заняты в сфере обслуживания — в торговле, гостиничном бизнесе, банковской сфере, здравоохранении, транспорте. 13 % работают в промышленности, 10 — в сельском хозяйстве, 8 — в строительстве.
В городе Берик и округе развиты рыболовство (ловля лосося), судостроение, машиностроение, производство тканей (в первую очередь — твида), деревообработка.